# Großherzoglich Hessisches Gendarmeriekorps

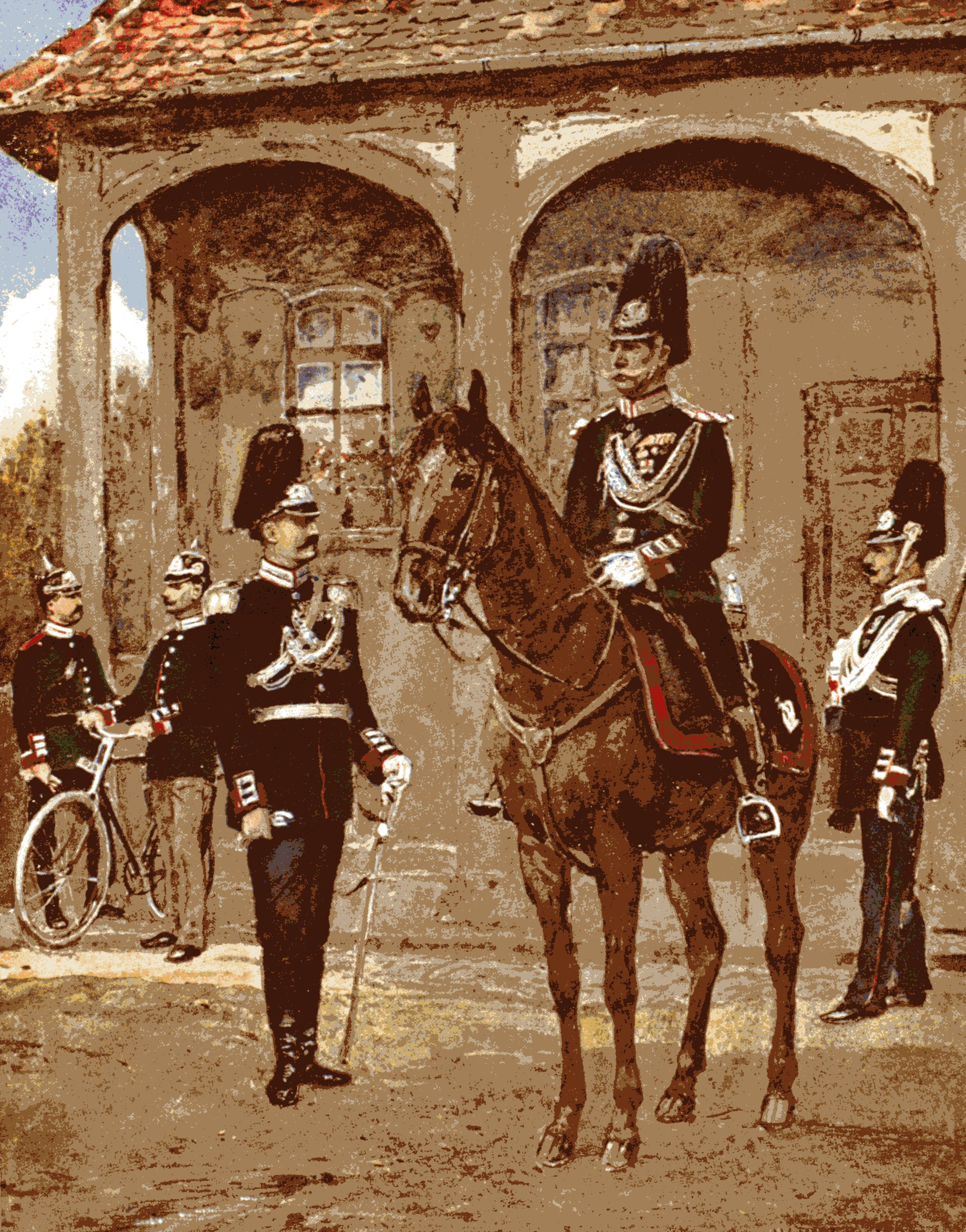
Gendarmen des Großherzoglich Hessischen Gendarmeriekorps 1902. Dunkelgrüner Waffenrock, dunkelblaue Beinkleider, im Sommer grau.

Das Großherzoglich Hessische Gendarmeriekorps war von 1822 bis 1918 die Gendarmerie des Großherzogtums Hessen. Im Gegensatz z. B. zur bayerischen und preußischen Gendarmerie basierte es nicht auf dem Vorbild der französischen Gendarmerie impériale, sondern auf dem bereits 1763 gegründeten (Polizei)Husarenkorps und dessen Nachfolgern, den Landdragoner- bzw. Landschützenkorps. 1905 besaß das Korps eine Personalstärke gut 250 Beamten.

## Vorläufer: Landhusaren, Landdragoner und Landschützen
Überlegungen zur Gründung einer landgräflichen Landespolizei in Form einer Landhusaren-Kompanie entstanden 1758. 1762 schlug die Regierung in Gießen Landgraf Ludwig VIII. vor, eine Kompanie Garde de Dragons gegen Deserteure, Marketender und so genanntes Gesindel einzusetzen. Am 8. Juni 1763 wurden die ersten beiden Offiziere ernannt, was später als Gründungsdatum der Gendarmerie angenommen wurde. Der „Schutz vor Räubern und Diebsgesindel“ war offenbar aufgrund des Endes des Siebenjährigen Krieges notwendig geworden, als die Landgrafschaft von entlassenen Soldaten bzw. Trossangehörigen verschiedener Heere durchzogen wurde.
Obwohl das Husarenkorps militärisch organisiert war, unterstand es nicht den Militärbehörden, sondern der fürstlichen Regierung und wurde auch nicht für militärische Zwecke eingesetzt. Insofern unterschied sich das Husarenkorps deutlich von der späteren französischen Gendarmerie und ihren deutschen Kopien. Finanziert wurde das Korps durch die Husarenkasse. Die Korpsstärke betrug bei der Gründung:
- 2 Offiziere,
- 2 Wachtmeister,
- 8 Korporale und
- 52 Husaren

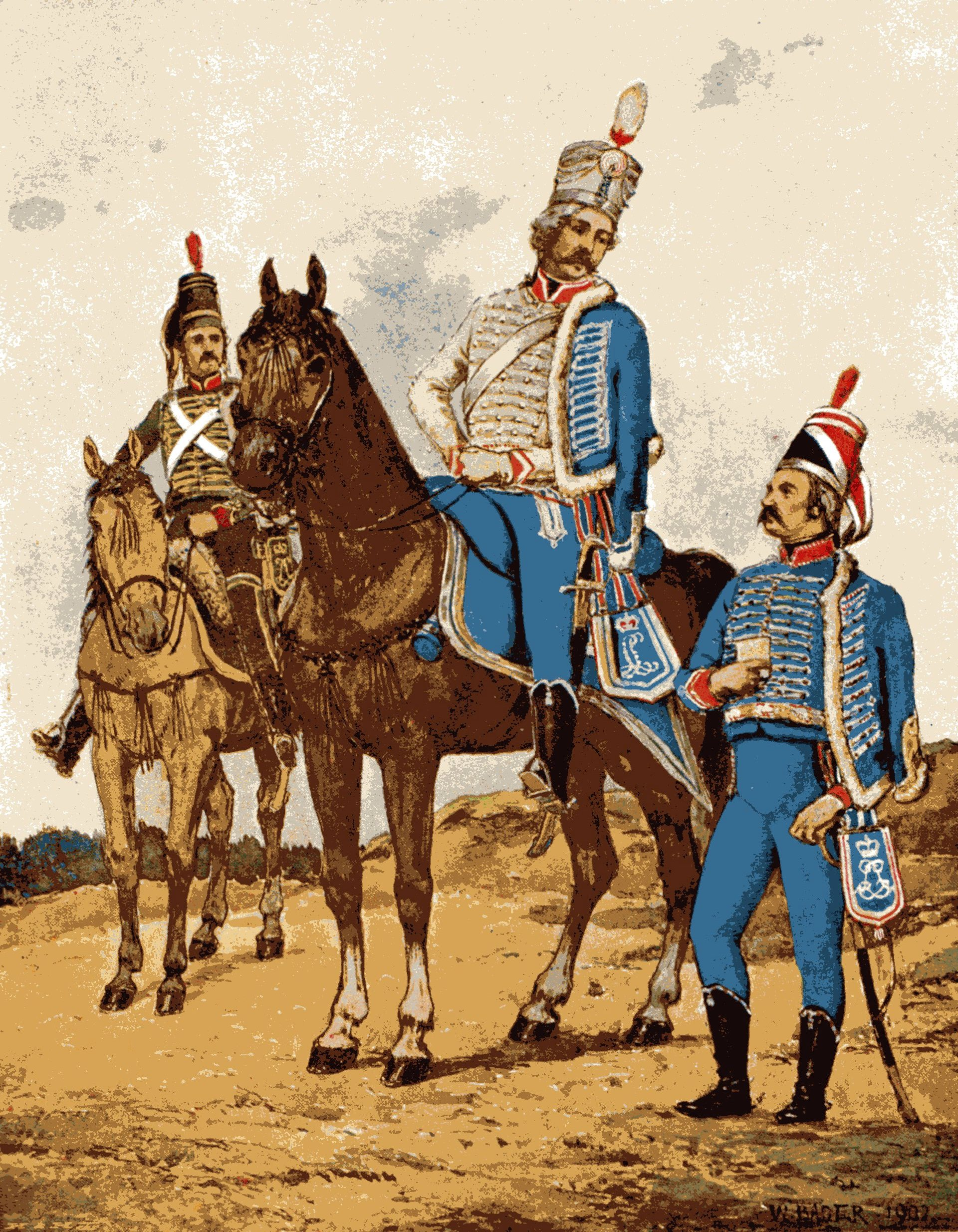
Hessische Polizeihusaren 1763 bis 1804

die auf 10 Stationen verteilt waren. Die Uniform war hellgrün mit gelber Schnürung, die Bewaffnung bestand aus einem Säbel, einem Karabiner und einer Pistole. 1764 erschien eine Instruktion, in denen die Aufgaben der Offiziere, Unteroffiziere und Husaren detailliert beschrieben wurden:
… 7. In dem patroulliren haben die Unter-Officiers alle Verdächtige Personen, so ihnen aufstoßen, oder von welchen sie Nachricht bekommen möchten, genau zu examiniren. Jedoch Niemandt ohnbescheiden und grob zu begegnen und zu behandeln, sondern diejenige, so sie Verdächtig finden, sogleich an den ersten und nächsten Beamten oder Unterbeamten zu bringen, welcher wegen solcher des weiters nöthig untersuchen und Veranstalten wird. Vornehmlich ist auf alles Zigeuner-Volk und anderer dergleichen Gesindel zu attendieren, daß solches sogleich eingezogen, nicht weniger die herumstreichenden Landbettler aus den Fürstlich Hessen-Darmstädtischen Landten Verdränget werden, weßwegen von letzteren, deßgleichen die Zigeunersweiber und Kinder, und andere Vagabunden, wann man sie zum erstenmahl betroffen werden, deren Namen notirt, und damit die Zucht- und Stockhäuser nicht unnötig angefüllt und die Kosten vermehrt werden, sogleich weg- und aus dem Land gewiesen, in mehrmaligem Betretungsfall aber gleichmäßig eingezogen werden Können….
Instruktion vom 6. Dezember 1764
Eine weitere Aufgabe der Husaren waren Geleite zum Schutz der Kaufleute vor Überfällen, die durch Geleitgelder finanziert wurden. Das „Lebendige oder Hohe Geleit“ wurde allerdings durch das Militär gestellt, dem die Husaren lediglich zur Unterstützung beigegeben waren. Von besonderer Bedeutung war vor allem das Frankfurter Messgeleit für Kaufleute, die die Frankfurter Messe besuchten. Weiterhin waren die Husaren angewiesen, energisch gegen Werber für ausländischen Militärdienst vorzugehen, die landgräflichen Werber dagegen zu unterstützen.

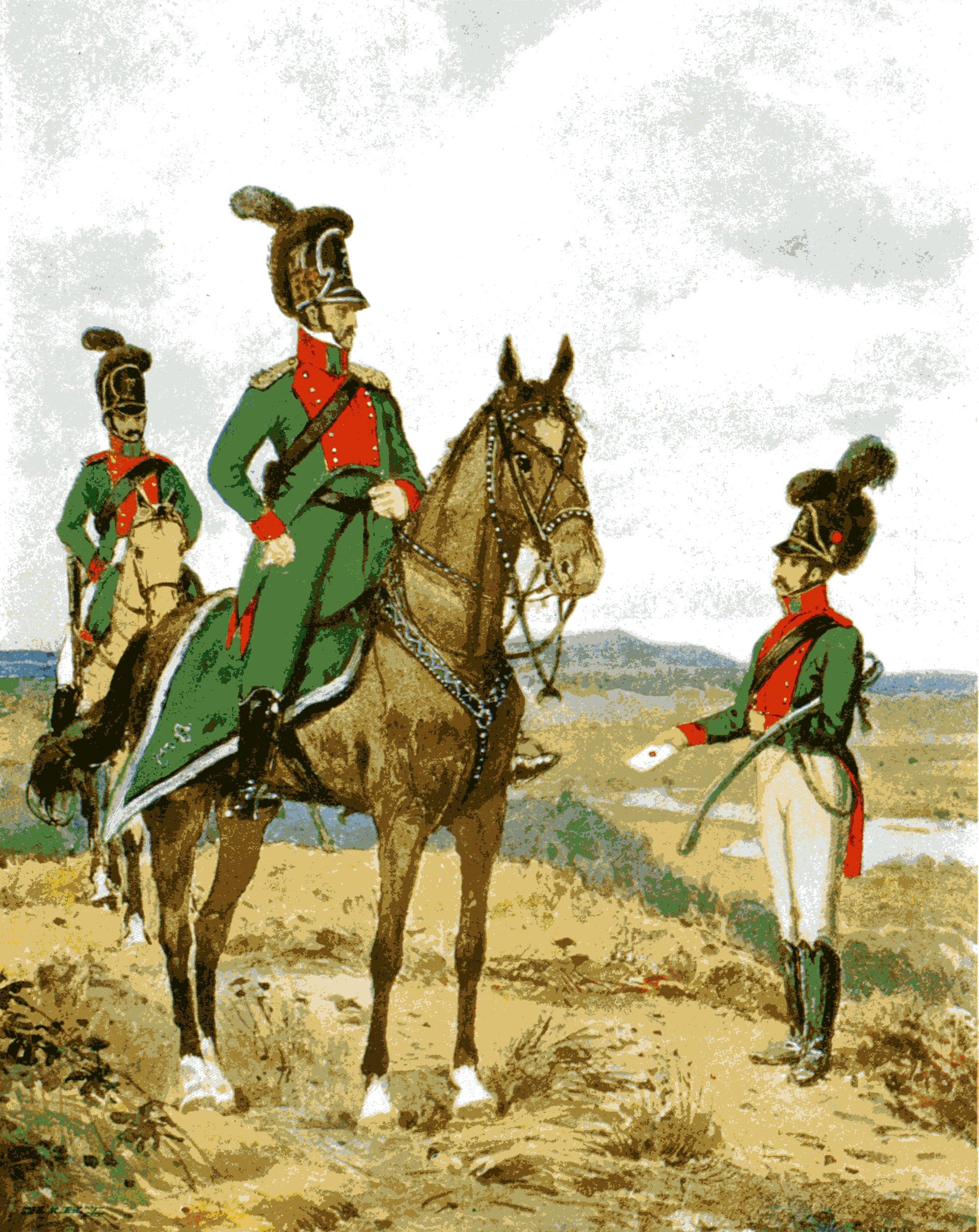
Hessische Landdragoner zu Pferd und zu Fuß 1804

Aufgrund der politischen Umstrukturierungen wurde durch eine Verfügung vom 17. Februar 1804 das Landdragonerkorps aufgestellt, das im Gegensatz zu den Husaren den Militärbehörden unterstand. Es bestand aus:
- dem Stab (1 Kommandierender Ober-Offizier, 1 Quartiermeister, 1 Trompeter)
- Division Starkenburg (1 Wachtmeister, 5 Korporale, 30 Dragoner)
- Division Hessen (Desgleichen)
- Division Westfalen (Desgleichen)

Jede Division sollte aus 5 Brigaden in Stärke von 1 Korporal und 6 Dragonern bestehen, was mehr oder weniger einer französischen Gendarmeriebrigade entsprach, die sich aus vier bis sechs Gendarmen zusammensetzte; eine Formation, die später in den meisten deutschen Gendarmerien die kleinste taktische Einheit bildete. Eine Ausnahme bildete die preußische Gendarmeriebrigade, die gut 300 Mann umfasste und von einem Oberst kommandiert wurde.
Die Uniformierung war analog zum Regiment Chevauleger grün mit ponceaurot, die Kasquets (Raupenhelme) besaßen einen Ross-Schweif und Federbusch. Bei der Einstellung wurden gediente Kavalleristen bevorzugt. Zu den üblichen Aufgaben der Dragoner kam hinzu, dass sie gegen ein Entgelt Postwagen begleiten durften. Das "Hohe Geleit" wurde 1804 aufgehoben. 1806 wurde die Landgrafschaft durch französische Truppen besetzt und Landgraf Ludwig gezwungen, dem Rheinbund beizutreten.
1811 erfolgte eine Umstrukturierung des Korps, indem dem den Dragonern eine Abteilung Landschützen in Stärke von 94 Mann zugeteilt wurde; das Korps erhielt daher nun den Namen Landdragoner- und Landschützenkorps. Die Uniform der Landschützen entsprach bis auf die Kopfbedeckung (Tschako statt Raupenhelm) der der Landdragoner.
Während der Hep-Hep-Krawalle 1819 wurde die Gendarmerie offenbar nicht eingesetzt:
Zu eigentlichen Zusammenstößen kam es nicht, wohl hauptsächlich, weil die Regierung die Gemeinden für allen an jüdischem Besitz angerichteten Schaden, wenn die Täter nicht ermittelt werden konnten, haftbar gemacht hat.

## Das Gendarmerie 1822 bis 1918

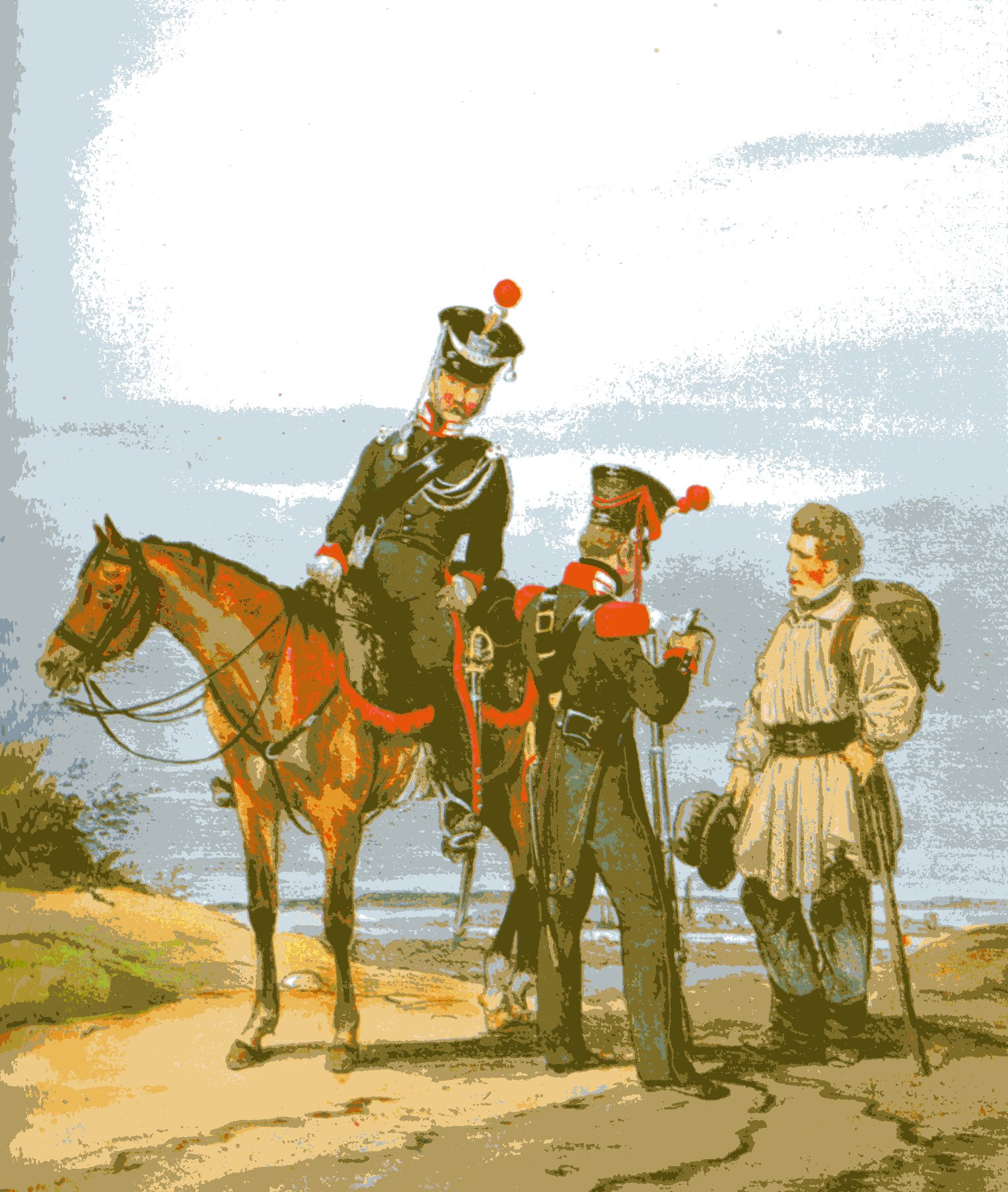
Großherzoglich Hessische Gendarmen zu Pferd und zu Fuß um 1840

Die Umwandlung des Landdragonerkorps am 12. Oktober 1822 in eine Gendarmerie war rein formaler Art; die Reiter wurden jetzt, wie in anderen deutschen Staaten auch, als Gendarmen zu Pferd, die ehemaligen Landschützen als Gendarmen zu Fuß bezeichnet. 
Aufgrund von diversen schweren Auseinandersetzungen mit Straftätern zur Nachtzeit wurde 1829 verfügt, dass Nachtpatrouillen nur noch zu zweit durchgeführt werden durften; eine Regelung, die 1905 immer noch bestand.
1838 wurden die bisherigen Feuersteingewehre durch eine Perkussions-Doppelflinte ersetzt, die, so Beck, welcher auch ab 1888 das Korps führte, mehr „der Eigenart des Gendarmeriedienstes“ entsprach.
Stärkeverhältnisse des Korps 1839:
- Kommandeur: 1
- Divisionskommandanten: 3
- Subalternoffiziere: 2
- Rechner: 1
- Fourier: 1
- Gendarmen zu Pferde: 80 Mann
- Gendarmen zu Fuß: 217 Mann

Gesamtstärke: 305 Mann.
Einteilung:
- Korpsstab (4 Mann)
- Division Starkenburg (74 Mann)
- Division Oberhessen (103 Mann)
- Division Rheinhessen (57 Mann)

1848/49 wurden der Waffenrock anstelle des Kolletts eingeführt und der Tschako durch einen Helm, vermutlich den Raupenhelm der Chevaulegers, ersetzt.
1855 wurde in Darmstadt eine Stadtgendarmerie mit einem Brigadier und 16 Fußgendarmen eingerichtet. Die Stärke des Korps wurde dementsprechend angehoben. Mit Kabinettsorder vom 7. März 1862 wurde die Gendarmerie formal in Gendarmeriekorps umbenannt, was jedoch keine organisatorischen oder formalen Änderungen zur Folge hatte. Am 8. Januar 1863 feierte das Korps den 100. Jahrestag seiner Gründung.
Im Deutschen Krieg 1866 kämpfte das Großherzogtum und damit sein Militärkontingent auf süddeutscher Seite. Die Gendarmerie stellte daher 24 Mann zur Feldgendarmerie ab und erhielt dafür Ersatz von der hessischen Division. Als das Großherzogtum durch preußische Truppen besetzt wurde, blieb die Gendarmerie im Dienst, unterstand aber nun in Absprache mit der großherzoglichen Regierung dem preußischen Gendarmerie-Hauptmann Eltester. Eltester hinterließ in Hessen-Darmstadt offenbar keinen guten Eindruck, da „er es an Anmaßungen und Quälereien aller Art nicht fehlen ließ“, so Beck.
Durch die hessisch-preußische Militärkonvention vom 7. April 1867 traten die hessischen Truppen geschlossen als Division in die Preußische Armee ein. 1869 wurde vereinbart, dass Hessen-Darmstadt im Mobilmachungsfall 25 Mann für die Feldgendarmerie stellen sollte, 13 Gendarmen sowie 12 Kavalleristen aus den beiden Dragoner-Regimentern. Für diesen Dienst sollten sie preußische Uniformen tragen, die in den Kammern der hessischen Dragoner bereit gelegt wurden. Dementsprechend wurde im Deutsch-Französischen Krieg verfahren. Nach einer erneuten Militärkonvention mit Preußen vom 13. Juni 1871 wurde die hessische Division als Großherzoglich Hessische (25.) Division Teil des XI. Armeekorps.
Für den Status der Gendarmerie war von Bedeutung, dass die neue Militärkonvention nicht auf sie angewendet wurde, sondern die Rechte des Großherzogs unangetastet blieben, d. h., der Korpskommandeur unterstand unmittelbar ihm und nicht preußischen Militärbehörden des XI. Armeekorps. Trotzdem behielt das Korps seinen militärischen Charakter bei. Die Uniformierung wurde an die der preußischen Gendarmerie angelehnt. Sowohl die Offiziere wie auch die Mannschaften der Gendarmerie wurden in Absprache mit dem Preußischen Kriegsministerium aus der hessischen Division entnommen. Die Einzelheiten wurden in einer besonderen Vereinbarung vom 25. März 1872 geregelt. 
Zum 1. Januar 1876 wurde die Gendarmeriebrigade Darmstadt aufgelöst und eine Schutzmannschaft (wie vorher in Berlin und später in München) gegründet, die dem Großherzoglichen Polizeiamt Darmstadt direkt unterstellt war. 
1879 erfolgte eine Regelung bezüglich einer einheitlichen Uniformierung des Korps. Die – theoretisch – einheitliche Uniform wies aufgrund der Anfertigung durch verschiedene Distriktsschneider in Schnitt und Machart teilweise erhebliche Abweichungen auf. Ab diesem Zeitpunkt wurden die Uniformen zentral von einem Militärschneider in Darmstadt angefertigt, der von der Verwaltung des Gendarmeriekorps kontrolliert wurde. 
Am 23. Mai 1879 wurde ein neues Dienstreglement auf Probe eingeführt, dass am 23. Mai 1880 endgültig eingeführt wurde. Die militärischen Dienstverhältnisse oblagen jetzt der Generaladjutantur des Großherzogs. Nach preußischem Vorbild wurde die Bezeichnung Division durch Distrikt und die Dienstgrade der Brigadiers in Wachtmeister und Oberwachtmeister umgewandelt.
1895 wurden die Fußgendarmen mit dem Armeerevolver M 84 bewaffnet, der mit Ausnahme vom Innendienst bei allen dienstlichen Angelegenheiten getragen werden sollte. Allein, d. h. ohne Säbel, war der Revolver bei Hausdurchsuchungen, Gefangenentransporten und Veranstaltungen aller Art zu tragen. Das Gewehr und der Revolver sollten gemeinsam getragen werden bei der Verfolgung von Wilddieben und entwichenen Häftlingen sowie bei inneren Unruhen.
1897/98 versuchten die Landstände des Großherzogtums Hessen, den Charakter der Gendarmerie grundlegend zu verändern und in ein ziviles, d. h., nur der Staatsbehörde unterstelltes Sicherheitsdienst-Korps umzuwandeln, da der militärische Charakter der Gendarmerie nicht mehr zeitgemäß sei. Der Versuch scheiterte. Allerdings wurde das neue Beamtengesetz von 1897 nun auch auf die Gendarmerie angewandt, die nun nicht mehr als Beamte auf Widerruf galten, sondern die Rechte und Pflichten der übrigen Beamtenschaft erhielten. Beamte in besonders kostspieligen Wohnorten wie Darmstadt oder Mainz erhielten erstmals Lokalzulagen.
1901 wurde in einer Vereinbarung zwischen dem Preußischen Kriegsministerium und dem Großherzoglich Hessischen Ministerium des Innern unter anderem geregelt, dass bei einer Mobilmachung der hessischen Truppen das Korps zur Ergänzung der Feldgendarmerie 1 Wachtmeister und 12 Gendarmen zu Pferde stellen sollte. Gemäß einer Dienstordnung vom 14. Dezember 1904 wurden die Gendarmen zu Hilfsbeamten der Staatsanwaltschaft ernannt. Das Unterstellungsverhältnis unter die Kreisämter bezüglich des Polizeidienstes und die Unterstellung unter die militärischen Vorgesetzten in militärischer Hinsicht blieb davon unberührt. 

## Auflösung bzw. Umbenennung
Im Zuge der Novemberrevolution 1918 dankte Großherzog Ernst Ludwig ab und das Großherzogtum wurde in den Volksstaat Hessen umgewandelt. In einer Note vom 22. Juni 1920, der sogenannten „Boulogner Note“, verboten die Alliierten die Beibehaltung der Sicherheitspolizei und auch des Gendarmeriekorps. Die Gendarmerie wurde daraufhin in veränderter Form als Teil der allgemeinen Polizei dem Innenministerium unterstellt.

## Kommandeure (Auswahl)
- Oberst Franz Rüti, ab 1. April 1878
- Major/Oberstleutnant Friedrich Beck: ab 28. April 1888
- Oberstleutnant Leopold von Normann: ab 1906